# Löksoppa

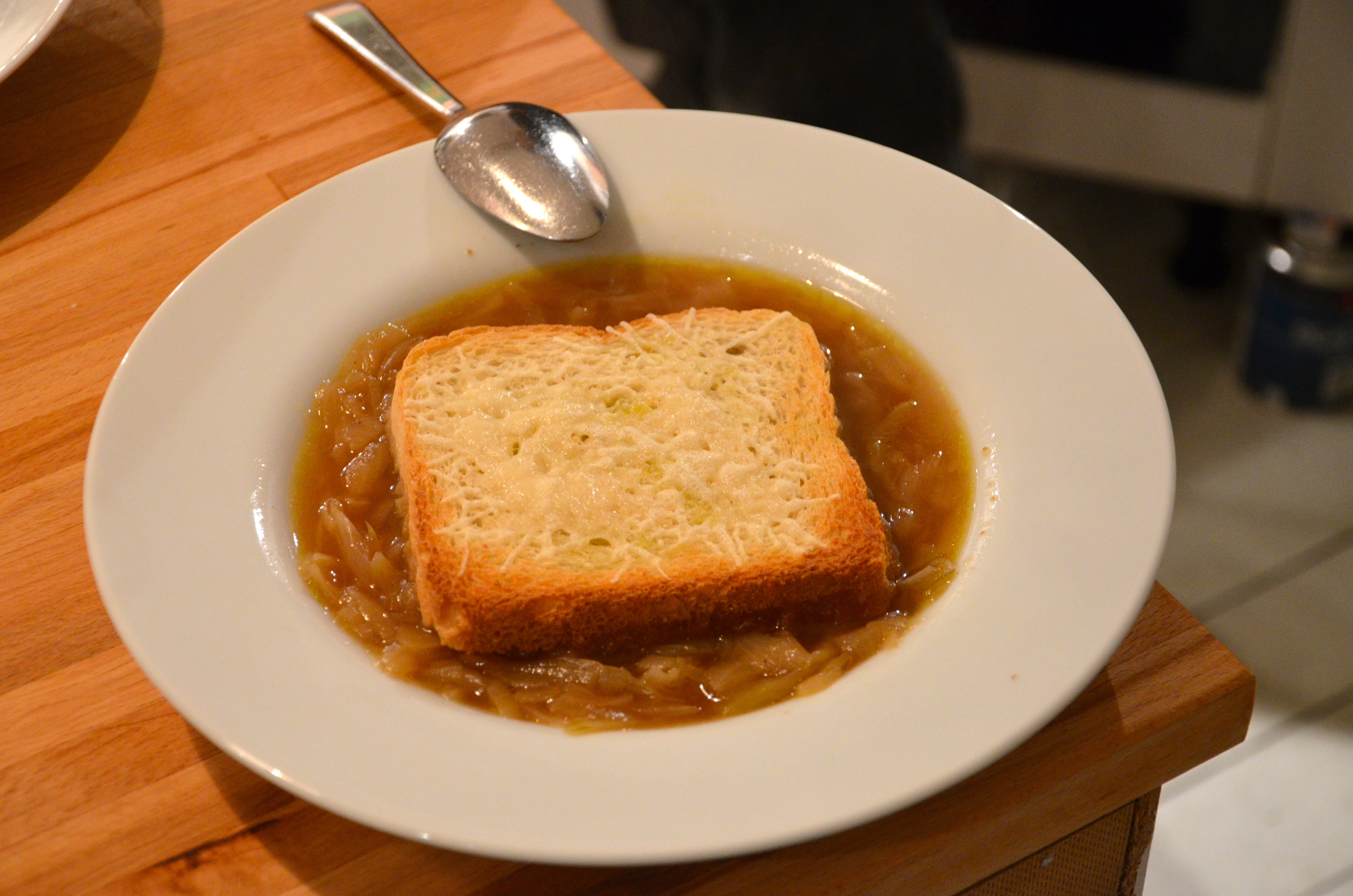
Fransk löksoppa med ostgratinerat bröd.

Löksoppa är en soppa innehållande lök som har sitt ursprung i Frankrike, där den var avsedd för fattiga. Det finns många olika varianter och sätt att tillaga soppan på men de gemensamma grundläggande ingredienserna är lök, buljong och bröd. Soppan är enkel och äts oftast till vardags eller som förrätt. Den är populär i Europa och i USA.
Den franska versionen av löksoppa serveras med en brödskiva flytande i tallriken, ibland ostgratinerad.

## Historia
Soppan är ursprungligen från Frankrike och heter med ursprunglig fransk stavning "Soupe à l'oignon". Enligt legenden är soppan uppfunnen i en restaurang nära marknaden "Belly av Paris" och var främst till för de fattiga då löken sågs som energigivande, bakteriedödande och billig. En annan historia är att soppan uppfanns av kung Ludvig XIV av Frankrike efter att han tillbringat en natt i en jaktstuga där produkter som lök, olja och champagne var de enda som var tillgängliga, av det gjorde han löksoppa.